# Supercoppa degli Emirati Arabi Uniti 2020
La UAE Super Cup 2020 è stata la tredicesima edizione dell'era professionista della UAE Super Cup, su venti edizioni totali della competizione. Si è disputata il 22 gennaio 2021 allo Stadio Al Maktoum di Dubai.
Dopo la sospensione, e successiva cancellazione, della stagione sportiva 2019-2020 a causa della Pandemia di COVID-19, la sfida è stata una ripetizione della finale dell'edizione 2019 ed ha rivisto contrapposte lo Sharjah e lo Shabab Al-Ahli, in quanto vincitrici dell'ultima edizione del campionato e della coppa nazionale.

## Tabellino
| Arbitro: | Hamad Ali Yousef |

|  |           |               |
|  | Marcatori | 90+5’ Marzooq |